# Вила (сграда)
Вижте пояснителната страница за други значения на Вила.
Вилата (на латински: villa – извънградска къща) е вид жилищна сграда, обикновено за сезонно обитаване.
Думата първоначално се употребява за древноримски горен клас провинциална къща (крайградска или селска). Идеята и функциите на вилите се развиват значително. След падането на Римската империя вили се наричат също и укрепени малки стопанства (имения) с дворове или дадени на Църквата за ползване като манастир. Вилите еволюират през Средновековието, стават елегантни домове от висок клас.
Съвременното понятие „вила“ се отнася до разни видове и размери сгради, за временно или постоянно обитаване, вариращи от вили в предградия до големи жилища извън градската среда, често в специални вилни зони или самостоятелни. Вследствие от урбанизацията някои вили попадат в територията на градове. Редица по-големи обществени сгради с представителни цели, независимо дали са ползвани като вили, по традиция носят името „вила“.